# أحمد سيديبي
أحمد سيديبي هو لاعب كرة قدم موريتاني في مركز الدفاع، ولد في 25 ديسمبر 1974 في نواكشوط في موريتانيا. شارك مع منتخب موريتانيا لكرة القدم. أما مع النوادي، فقد لعب مع جمعية لكصر ونادي أنجيه ونادي جازيليك أجاكسيو ونادي كليرمونت 63 ونيم أولمبيك.

## وصلات خارجية
- أحمد سيديبي على موقع الاتحاد الدولي (مؤرشف)  (الإنجليزية)
- أحمد سيديبي على موقع قاعدة بيانات كرة القدم.إي يو (الإنجليزية)
- أحمد سيديبي على موقع ناشيونال فوتبول تيمز (الإنجليزية)